# Arrup asiaticus
Arrup asiaticus är en mångfotingart som först beskrevs av Titova 1975.  Arrup asiaticus ingår i släktet Arrup och familjen storhuvudjordkrypare.
Artens utbredningsområde är Kazakstan. Inga underarter finns listade i Catalogue of Life.